# Garage Days Re-Revisited
The $5.98 E.P.: Garage Days Re-Revisited излиза през октомври 1987 г. Това е първият запис на Металика с Джейсън Нюстед, записан с цел да представи новия басист на феновете. Всичките 5 песни в албума са кавъри на английски NWOBHM банди, като Diamond Head и Killing Joke. Песента Crash Course in Brain Surgery не е включена в някои издания, за да може да бъде издадена като сингъл. Записът е продуциран изцяло от членовете на групата и демонстрира по-необработен звук и първичен звук наподобяващ демозапис, какъвто на практика е. Песните Helpless и Last Caress стават неизменна част от репертоара на Металика за следващите години. Въпреки че на обложката е написана и цената на този демо запис, на някои обложки е поправена (и заглавието също) на The $9.98 EP.... Песните от това EP по-късно са добавени към Garage Inc..
Въпреки че е записано само за шест дни, EP-то достига 28 място в американските класации и 27 в британските, и става платинено в САЩ. След култовия албум Master of Puppets част от феновете на групата приемат с изненада този албум. Самите музиканти по-късно заявяват, че албума не трябва да се приема сериозно, а по-скоро като шега с техните фенове.

## Песни
| The $5.98 E.P.: Garage Days Re-Revisited | The $5.98 E.P.: Garage Days Re-Revisited | The $5.98 E.P.: Garage Days Re-Revisited | The $5.98 E.P.: Garage Days Re-Revisited | The $5.98 E.P.: Garage Days Re-Revisited | The $5.98 E.P.: Garage Days Re-Revisited | The $5.98 E.P.: Garage Days Re-Revisited | The $5.98 E.P.: Garage Days Re-Revisited | The $5.98 E.P.: Garage Days Re-Revisited | The $5.98 E.P.: Garage Days Re-Revisited |
| №                                        | Име                                      | Време                                    |                                          |                                          |                                          |                                          |                                          |                                          |                                          |
| ---------------------------------------- | ---------------------------------------- | ---------------------------------------- | ---------------------------------------- | ---------------------------------------- | ---------------------------------------- | ---------------------------------------- | ---------------------------------------- | ---------------------------------------- | ---------------------------------------- |
| 1.                                       | Helpless                                 | 6:39                                     |                                          |                                          |                                          |                                          |                                          |                                          |                                          |
| 2.                                       | The Small Hours                          | 6:43                                     |                                          |                                          |                                          |                                          |                                          |                                          |                                          |
| 3.                                       | The Wait                                 | 4:55                                     |                                          |                                          |                                          |                                          |                                          |                                          |                                          |
| 4.                                       | Crash Course in Brain Surgery            | 3:10                                     |                                          |                                          |                                          |                                          |                                          |                                          |                                          |
| 5.                                       | Last Caress"/"Green Hell                 | 3:30                                     |                                          |                                          |                                          |                                          |                                          |                                          |                                          |
| 25:05                                    |                                          |                                          |                                          |                                          |                                          |                                          |                                          |                                          |                                          |

## Състав
- Джеймс Хетфийлд – вокали и китара
- Кърк Хамет – соло китара
- Ларс Улрих – барабани
- Джейсън Нюстед – бас китара, беквокали

## Позиция в Чарта
| Година  | Чарт            | Позиция |
| ------- | --------------- | ------- |
| 1987 г. | Билборд         | #28     |
| 1987 г. | UK Albums Chart | #27     |